# Заяц, Виктор Викторович
Ви́ктор Ви́кторович За́яц (род. 5 августа 1964, Чернигов, СССР) — русский писатель

, художник.

## Биография
Виктор Викторович Заяц родился в Чернигове в 1964 году. Отец, Виктор Афанасьевич Заяц — Гомельская область, Брагинский район, село Крюки (больше не существует), мать, Надежда Ивановна Заяц, в девичестве Степанская — город Электросталь, Московская область. В 1969 году родители расстались, Виктор с матерью и сестрой Еленой переехали в Электросталь. Учёба в школе дополнялась серьёзным увлечением живописью, в 13 лет Виктор Заяц поступил в народный театр дома культуры имени Горького и на много лет связал свою судьбу со сценой. А в 1979 году отправился в столицу получать рабочую профессию — поступил СГПТУ № 42 на Большой Калитниковской улице. В 1982—1984 годах проходил срочную службу в рядах Вооруженных сил СССР (г. Нойштрелитц, ГДР). Своё будущее Виктор связывал с родиной предков — маленьким селом Разъезджа (больше не существует), Киевской области, Чернобыльского района. Случившаяся в 1986 году катастрофа на АЭС разрушила его планы.
В 1985 году Виктор женился, жена Ольга Волошина — г. Енакиево, Донецкой области. После женитьбы сразу поступил на режиссёрский факультет Московского государственного института культуры, на третьем курсе он уже работал в Камерном драматическом театре актёром и одновременно художником-постановщиком. Затем был актером и художником ещё в двух московских театрах, а в 1994 году ушел работать художником в Храм Вознесения Господня (г. Электросталь).
В 1997 году семья — Виктор, Ольга, дочери Анастасия и Софья — переехала в Москву, где Виктор сразу поступил в Литературный институт имени Горького на семинар Романа Семёновича Сефа и Сергея Анатольевича Иванова. В 34 года стал членом Союза писателей России. С тех пор занимается издательской деятельностью и книжным иллюстрированием.
Работает в жанре психологического реализма. Считается, что его работы преимущественно относятся к детской литературе, тем не менее, значительную часть творчества Виктора составляет взрослая литература. Сам Виктор считает, что не стоит проводить границу: «Если человек всю жизнь остается ребёнком, значит, он добрый человек».
Дебютировал в журнале «Огонёк», затем писал в журналы «Работница», «До 16 и старше», «Кукумбер», «Пионер», в газету «Пионерская правда». Рассказы Виктора Зайца публиковались многократно в различных литературных сборниках, таких как: «Класики», «Осколки», «Незамкнутый круг», «У меня растут года…», «Круглый год», «Рай — не рай», «Обязательная хрестоматия для начальной школы» и т. д. Главное в его произведениях — искренность, проницательность и сконцентрированная насыщенность повествования, где в небольшом тексте, наполненном природным юмором, скрываются огромные пласты человеческих судеб, философских раздумий и житейских переживаний, радостных и драматических событий.